# Cantón de Abbeville-Sur
El cantón de Abbeville-Sur era una división administrativa francesa, que estaba situada en el departamento de Somme y la región de Picardía.

## Composición
El cantón estaba formado por seis comunas, más una fracción de la comuna que le daba su nombre:
- Abbeville (fracción)
- Bray-lès-Mareuil
- Cambron
- Eaucourt-sur-Somme
- Épagne-Épagnette
- Mareuil-Caubert
- Yonval

## Supresión del cantón de Abbeville-Sur
En aplicación del Decreto n.º 2014-263 de 26 de febrero de 2014, el cantón de Abbeville-Sur fue suprimido el 22 de marzo de 2015 y sus 7 comunas pasaron a formar parte; seis del nuevo cantón de Abbeville-2 y la fracción de la comuna que le daba su nombre se unió con la otra fracción para que, por medio de una reestructuración cantonal, fueran creados los nuevos cantones de Abbeville-1 y Abbeville-2.